# Bahnstrecke Challerange–Apremont-sur-Aire
| Amerikanische Soldaten der 78. Division nach der Einnahme des Bahnhofs Grandpré 1918 |                      |                                                                    |                                                                    |
| Streckennummer (SNCF): | 208 000              |                                                                    |                                                                    |
| Kursbuchstrecke (SNCF): | 293 (ehem. 22)       |                                                                    |                                                                    |
| Streckenlänge: | 25,0 km              |                                                                    |                                                                    |
| Spurweite: | 1435 mm (Normalspur) |                                                                    |                                                                    |
| Maximale Neigung: | 7 ‰                  |                                                                    |                                                                    |
| Zweigleisigkeit: | ja                   |                                                                    |                                                                    |
| |                      |                                                                    |                                                                    |
| \| \| \| Bahnstrecke Bazancourt–Challerange von Bazancourt \| \| \| \| \| Bahnstrecke Amagne-Lucquy–Revigny von Amagne-Lucquy \| \| \| \| 52,4 \| Challerange \| 106 m \| \| \| \| Bahnstrecke Amagne-Lucquy–Revigny nach Revigny \| \| \| \| ~55,4 \| Vaux-lès-Mouron \| 106 m \| \| \| ~57,6 \| Aire \| Aire \| \| \| ~590, \| Aisne \| Aisne \| \| \| ~59,2 \| Senuc/Termes \| ~109 m \| \| \| ~62,9 \| Grandpré \| 113 m \| \| \| ~68,2 \| Ardennenbahn nach Autrecourt (März 1916–1924)[2] \| Ardennenbahn nach Autrecourt (März 1916–1924)[2] \| \| \| \| Militärbahnhof mit Depot \| \| \| \| ~68,4 \| Bahnstrecke Marcq-Saint-Juvin–Baroncourt n. Dun-Doulcon/Baroncourt \| Bahnstrecke Marcq-Saint-Juvin–Baroncourt n. Dun-Doulcon/Baroncourt \| \| \| ~68,5 \| Marcq/Saint-Juvin (Keilbahnhof) \| 131 m \| \| \| ~72,1 \| Cornay/Fléville \| 130 m \| \| \| ~57,6 \| Aire \| Aire \| \| \| ~74,8 \| Châtel-Chéhéry \| 136 m \| \| \| 77,4 \| Apremont-sur-Aire \| ~144 m \| \| \| \| Amerikanische Militärbahn nach Aubréville (1918–1937)[3] \| \| |                      |                                                                    |                                                                    |
| |                      | Bahnstrecke Bazancourt–Challerange von Bazancourt                  |                                                                    |
| Abzweig ehemals geradeaus und von links |                      | Bahnstrecke Amagne-Lucquy–Revigny von Amagne-Lucquy                | Bahnstrecke Amagne-Lucquy–Revigny von Amagne-Lucquy                |
| Bahnhof | 52,4                 | Challerange                                                        | 106 m                                                              |
| Abzweig ehemals geradeaus und nach rechts |                      | Bahnstrecke Amagne-Lucquy–Revigny nach Revigny                     | Bahnstrecke Amagne-Lucquy–Revigny nach Revigny                     |
| Haltepunkt / Haltestelle (Strecke außer Betrieb) | ~55,4                | Vaux-lès-Mouron                                                    | 106 m                                                              |
| Brücke über Wasserlauf (Strecke außer Betrieb) | ~57,6                | Aire                                                               | Aire                                                               |
| Brücke über Wasserlauf (Strecke außer Betrieb) | ~590,                | Aisne                                                              | Aisne                                                              |
| Haltepunkt / Haltestelle (Strecke außer Betrieb) | ~59,2                | Senuc/Termes                                                       | ~109 m                                                             |
| Bahnhof (Strecke außer Betrieb) | ~62,9                | Grandpré                                                           | 113 m                                                              |
| Abzweig geradeaus, nach links und von links (Strecke außer Betrieb) | ~68,2                | Ardennenbahn nach Autrecourt (März 1916–1924)                      | Ardennenbahn nach Autrecourt (März 1916–1924)                      |
| Dienststation / Betriebs- oder Güterbahnhof (Strecke außer Betrieb) |                      | Militärbahnhof mit Depot                                           | Militärbahnhof mit Depot                                           |
| Abzweig geradeaus und nach links (Strecke außer Betrieb) | ~68,4                | Bahnstrecke Marcq-Saint-Juvin–Baroncourt n. Dun-Doulcon/Baroncourt | Bahnstrecke Marcq-Saint-Juvin–Baroncourt n. Dun-Doulcon/Baroncourt |
| Bahnhof (Strecke außer Betrieb) | ~68,5                | Marcq/Saint-Juvin (Keilbahnhof)                                    | 131 m                                                              |
| Haltepunkt / Haltestelle (Strecke außer Betrieb) | ~72,1                | Cornay/Fléville                                                    | 130 m                                                              |
| Brücke über Wasserlauf (Strecke außer Betrieb) | ~57,6                | Aire                                                               | Aire                                                               |
| Haltepunkt / Haltestelle (Strecke außer Betrieb) | ~74,8                | Châtel-Chéhéry                                                     | 136 m                                                              |
| Bahnhof (Strecke außer Betrieb) | 77,4                 | Apremont-sur-Aire                                                  | ~144 m                                                             |
| |                      | Amerikanische Militärbahn nach Aubréville (1918–1937)              |                                                                    |

Die Bahnstrecke Challerange–Apremont-sur-Aire war eine doppelgleisige, West-Ost-gerichtete Eisenbahnstrecke in Frankreich, die hauptsächlich regionale Bedeutung hatte, in der ersten Hälfte des 20. Jahrhunderts aber auch von militärischem Interesse war. Die amerikanischen Streitkräfte beurteilten die Strecke gar als „wichtige deutsche Kommunikationslinie“. Sie war die direkte Verlängerung der Bahnstrecke Bazancourt–Challerange, die in Marcq/Saint-Juvin weiterhin Anschluss bis Baroncourt hatte. Die Verbindung war somit eine Alternativstrecke zur etwa 30 km weiter nördlich verlaufenden Bahnstrecke Saint-Hilaire-au-Temple–Hagondange.

## Geschichte

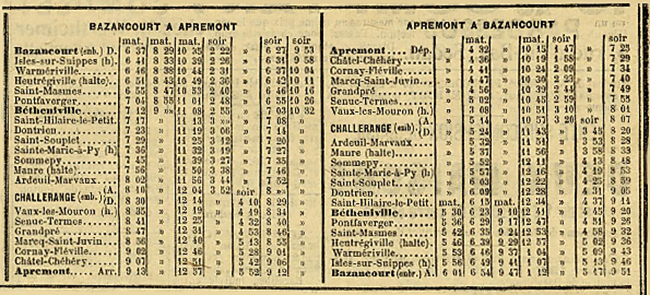
Fahrplantabelle Herbst/Winter 1909

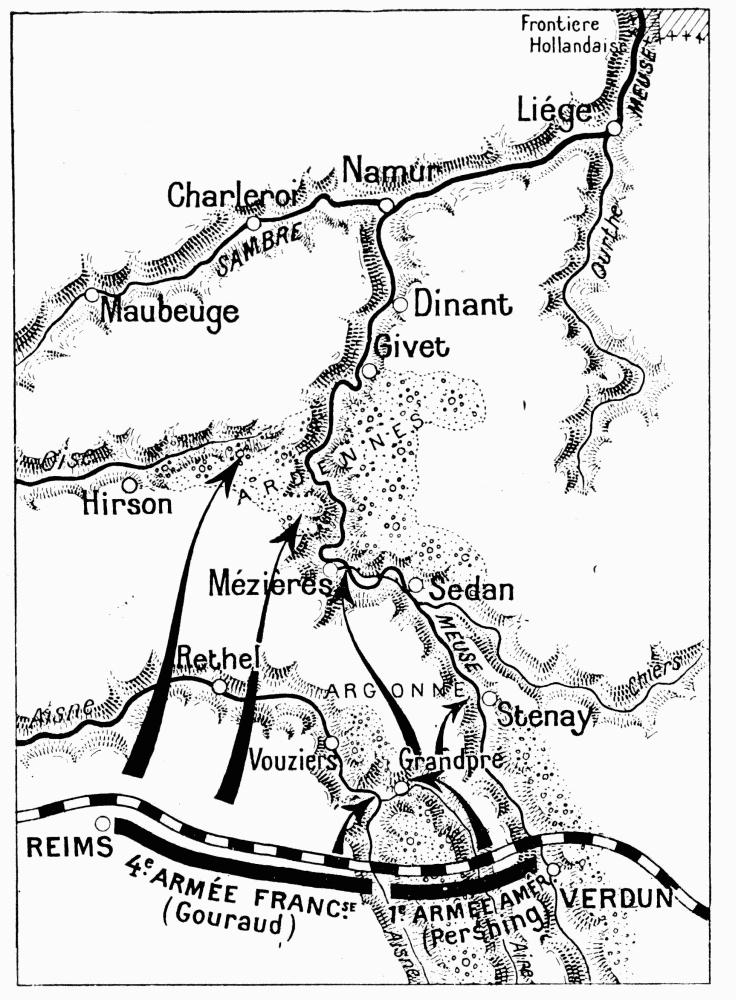
Frontverlauf am 26. September 1918

Die Bahnstrecke Bazancourt–Challerange war noch nicht ganz fertiggestellt, da kam der Wunsch auf, diese zu verlängern. Antragsteller war der Ingenieur Paul Desroches, der in den 1880er Jahren zusammen mit Hippolyte Barreau das Pariser Metro-Netz entwickeln sollte. Parallel dazu wurde die Bahnstrecke Amagne-Lucquy–Revigny konzessioniert und vorangetrieben. Die Betreibergesellschaft beider Strecken war die Compagnie des chemins de fer de l’Argonne. Am 12. Juli 1880 wurden beide Strecken vom Staat aufgekauft, drei Jahre später aber an die Chemins de fer de l’Est (EST) weiterveräußert.
Während des Ersten Weltkriegs baute das Militär die Infrastruktur entlang der Strecke massiv aus. Zahlreiche Laderampen, Munitionsdepots, Werkstätten und Feldstationen wurden angelegt. Westlich von Marcq wurde ein Gleisdreieck zu der nördlich führenden Ardennenbahn gebaut. Diese Strecke wurde zunehmend wichtig, da von Süden her französische und später amerikanische Truppen die Front bildeten. In nur drei Monaten baute die Bayerische Reserve-Eisenbahn-Bau-Kompanie mit 2000 Mann unter Zuhilfenahme russischer Gefangener 1915 diese Strategische Bahn. Zahlreiche Bahnhöfe, Kunstbauwerke und Infrastruktur-Einrichtungen entstanden auch hier.
Mit der Übernahme dieses Landstrichs durch die amerikanischen Truppen durch den IV Corps unter Major General Joseph T. Dickman im Herbst 1918 bauten diese unter Hochdruck von Apremont-sur Aire mit der Bahnstrecke Aubréville–Apremont-sur-Ardennes eine Verbindung zur Bahnstrecke Saint-Hilaire-au-Temple–Hagondange, die etwa 26 Bahnkilometer westlich von Verdun mit dieser zusammentraf. Bereits am 2. Oktober fuhren die ersten Züge. Der Ausbau der Amerikaner erfolgte nach strategischen Gesichtspunkten sowie nach deutschen Standards und war darauf gerichtet, eine schnelle Nord–Süd-Verbindung herzustellen.
Auch später noch war die Strecke von strategischem Interesse. Bemerkenswert ist, dass bis in den Zweiten Weltkrieg hinein alle Strecken in dieser Region zweigleisig ausgelegt waren. Im Bahnhof des Dorfes Challerange, das in der zweiten Hälfte des 19. Jahrhunderts kaum 400 Einwohner zählte, konnten Züge der beiden sich hier kreuzenden Strecken durch Überwerfungsbauwerke an vier Bahnsteiggleisen kreuzungsfrei abgefertigt werden. Ab 1938 – nachdem bereits vom 1. Juli 1922 bis 1. Februar 1930 der Personenverkehr eingestellt worden war – fand kein Verkehr mehr statt, nach anderen Quellen 1969; wenig später wurden die Gleise demontiert.